# Honigvögel

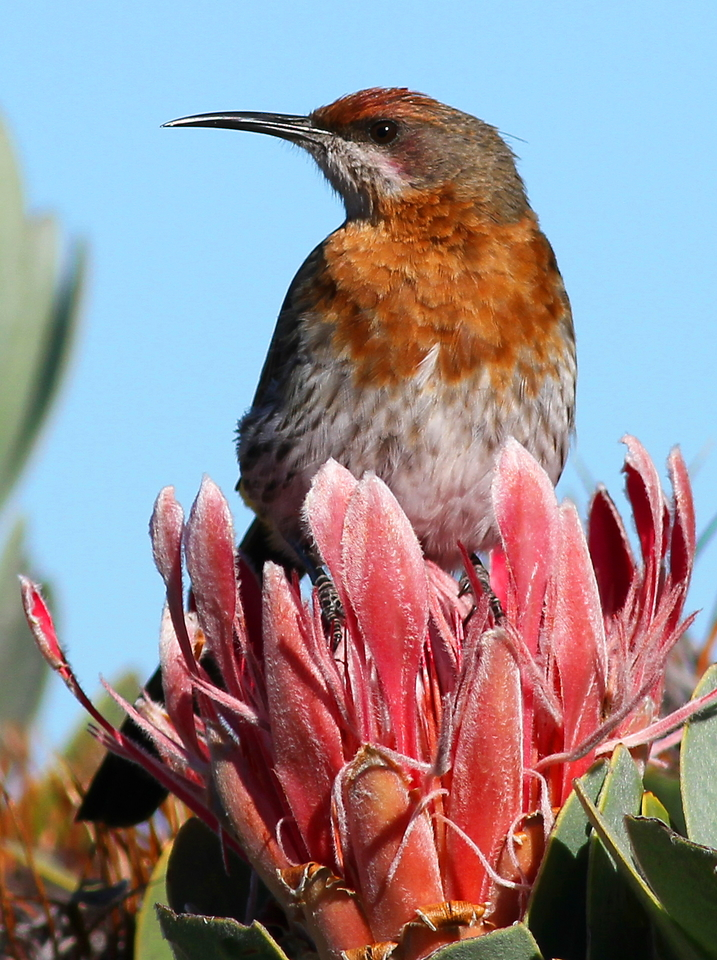
Natalhonigvogel (Promerops gurneyi)

Die Honigvögel (Promerops), früher als Proteavögel bezeichnet, sind eine Singvogelgattung die mit zwei Arten im südlichen und südöstlichen Afrika vorkommt. Ihr Verbreitungsgebiet reicht von der südafrikanischen Provinz Westkap bis an die Grenze zu Eswatini und Mosambik und umfasst daneben auch die Eastern Highlands an der Grenze von Simbabwe zu Mosambik.

## Merkmale
Honigvögel sind mittelgroße Singvögel mit einem bräunlichen Rücken, einer hellen Bauchseite. Die Flügel sind mittellang und an ihren Enden spitz. Der Kopf ist mittelgroß, der Hals ist mittellang. Der Schwanz ist sehr lang. Der Schnabel ist lang, schmal und leicht gebogen. Die Beine sind kurz und die Füße sind klein. Männchen sind größer als die Weibchen und besitzen längere Schwänze.

## Lebensraum und Lebensweise
Honigvögel ernähren sich vor allem vom Nektar der Zuckerbüsche (Protea) und anderer Pflanzen, z. B. von Aloen. Sie sind dadurch an Regionen mit entsprechenden Vorkommen gebunden. Dazu gehört der Fynbos und einige Gebirgsgegenden im südlichen Afrika. Außerdem werden Insekten gefressen, darunter Käfer, Fliegen, Ameisen und Wespen. Die meisten Insekten werden erbeutet während sie Blüten besuchen, hin und wieder werden sie auch im Flug gefangen. Honigvögel bestäuben bei ihrer Nektaraufnahme die Blüten, außerdem dienen sie als Lufttaxi für Blütenmilben, die zur Verbreitung die Nasenlöcher der Vögel aufsuchen.
Honigvögel sind monogam und die Männchen sind stark revierbildend und sehr aggressiv gegenüber anderen Männchen, vor allem zu Beginn der Blütezeit. Das vor allem vom Weibchen errichtete Nest ist offen und napfförmig und wird im dichten Strauchwerk der Zuckerbüsche aus Zweigen und Gras errichtet. Das Gelege besteht normalerweise aus zwei Eiern, die über einen Zeitraum von 16 bis 17 Tagen ausschließlich vom Weibchen bebrütet werden. Beide Eltern füttern die Jungvögel, vor allem mit kleinen Insekten. Diese verlassen das Nest im Alter von 17 bis 23 Tagen und werden noch drei bis vier Wochen weiter von den Eltern gefüttert.
Auf der Suche nach Honigquellen kooperieren wildlebende Tiere mit dem Menschen, der (Baum-)Höhlen ausräuchert und die Waben für die Vögel so besser erreichbar machen.

## Arten
- Kaphonigvogel (Promerops cafer)
- Natalhonigvogel (Promerops gurneyi)

## Systematik
Die Honigvögel wurde 1760 durch den französischen Zoologen Mathurin-Jacques Brisson erstmals beschrieben. Im Jahr 1825 führte der irische Zoologe Nicholas Aylward Vigors die monotypische Familie Promeropidae für die Gattung ein. Die Honigvögel gehören innerhalb der Singvögel zur Überfamilie Passeroidea. Molekulargenetische Studien ergaben, dass sie entweder die Schwestergruppe einer Klade aus allen übrigen Familien der Passeroidea sind oder sie sind zusammen mit den ebenfalls in Afrika vorkommenden Sopranisten (Modulatricidae) die Schwestergruppe aller übrigen Familien der Passeroidea.